# حي النسيم الشرقي (الرياض)
حي النسيم هو أحد الأحياء الواقعة في شرق مدينة الرياض والتابعة لبلدية النسيم، وتقدر مساحتها بأربع كيلومترات مربعة. ينقسم الحي إلى قسمين الشرقي و الغربي ويسكنه ما لا يقل عن 15 ألف نسمة.[بحاجة لمصدر] يقع مستشفى الحرس الوطني والحرس الوطني السعودي شرقيّ هذا الحي ومن الغرب تقع شرطة النسيم ومقبرة النسيم.

## أهم الشوارع الرئيسية
- شارع أبي هريرة رضي الله عنه (شارع الحمزة سابقاًً)
- شارع أبو الأسود الدؤلي
- شارع حسان بن ثابت
- شارع عبد الرحمن بن عوف
- شارع أحمد بن حنبل
- شارع أسامة بن زيد
- طريق عبد الرحمن الأول (طريق المية)
- شارع عبد الله بن عمر
- شارع سبأ
- شارع سعد بن أبي وقاص (شارع الاربعين)
- شارع أكثم بن صيفي

## أهم المراكز
- سوق حجاب الشعبي بمساحة كبيرة
- النخيل مول - العثيم مول
- بنده
- مستشفى الرعاية (بسعة 100 سرير تحت الإنشاء)
- مستشفى الجزيرة